# Timothy Green különös élete
A Timothy Green különös élete (eredeti cím: The Odd Life of Timothy Green) 2012-ben bemutatott amerikai fantasy-dráma, melyet Ahmet Zappa története alapján Peter Hedges írt és rendezett. A főszerepet Jennifer Garner, Joel Edgerton, Dianne Wiest, CJ Adams, Rosemarie DeWitt, Ron Livingston, David Morse és Common alakítja. A filmet 2012. augusztus 15-én mutatta be a Walt Disney Pictures, Magyarországon DVD-n jelent meg szinkronizálva.
Általánosságban vegyes kritikákat kapott az értékelőktől, világszerte 55,3 millió dolláros bevételt gyűjtött a 25 milliós gyártási költségvetésével szemben. CJ Adams az alakításáért Young Artist Award-díjat kapott a játékfilmben nyújtott teljesítményéért, míg Odeya Rush alakítását ugyanezen díjra jelölték.

## Cselekmény
A történetet Cindy (Jennifer Garner) és Jim Green (Joel Edgerton) szemszögéből ismerjük meg, amint Timothyval (CJ Adams) szerzett tapasztalataikat mesélik el, miközben megpróbálnak meggyőzni egy örökbefogadási ügynökséget, hogy engedélyezzék számukra egy gyermek örökbefogadását.
Cindy a város helyi múzeumában dolgozik, Jim pedig a város történelmi ceruzagyárában. A fiktív Stanleyville városában laknak, amelyet Jim „a világ ceruzafővárosának” nevez.
Greenéket az orvosok arról tájékoztatják, hogy nem tudnak teherbe esni. A hírtől feldúltan Jim meggyőzi Cindyt, hogy álmodja meg az ideális gyermeket, és írja fel a gyermek tulajdonságait és életének eseményeit egy jegyzetpapírra.
A pár a jegyzeteket egy fadobozba helyezi, és elássa a hátsó kertjükben. Egy azonnali zivatar után, amely látszólag csak az ő birtokukat érinti, egy tízéves gyerek érkezik a házukhoz, aki szüleinek vallja Greenéket. Miután az elásott dobozt darabokra törve találják egy nagy lyuk körül a földben, ahová eredetileg elásták, és a fiú a házukban van, sárral borítva, rájönnek, hogy a Timothy nevű fiú valójában az összes kívánságuk betetőzése, hogy milyen legyen a gyermekük. Greenék azt is felfedezik, hogy Timothy-nak van egy megdöbbentő tulajdonsága: levelek nőnek a lábán, amit csak hosszú csőzokni viselésével tudnak eltakarni.
Másnap egy családi pikniken Timothy-t bemutatják a családtagoknak: Brenda Best (Rosemarie DeWitt), Cindy nagyképű nővére; idősebb James Green (David Morse), Jim elhidegült apja; Mel (Lois Smith) és Bub (M. Emmet Walsh), Cindy apai nagynénje és nagybátyja.
A szülők elviszik Timothyt barátjukhoz és a város botanikusához, Reggie-hez (Lin-Manuel Miranda), akitől megtudják, hogy Timothy leveleit nem lehet eltávolítani.
Timothy elkezd iskolába járni, ahol megismerkedik Joni Jerome-mal (Odeya Rush), egy lánnyal, akivel egy zaklatási incidens során találkozik, és akivel baráti kapcsolatot kezd.
Eközben a város ceruzagyára, Stanleyville legnagyobb munkaadója, elkezdi elbocsátani az alkalmazottait. Timothy meggyőzi Cindyt és Jimet, hogy tervezzenek egy új ceruza prototípust, hogy a ceruzagyártó vállalkozás életképes maradjon.
A szülők tudta nélkül Timothy egy-egy levele leesik minden alkalommal, amikor teljesíti az eredeti cédulán felsorolt tulajdonságok valamelyikét. Timothy végül elárulja Cindynek és Jimnek, hogy létezésének ideje rövid, és hogy végül el fog menni. Egy újabb heves zivatar során eltűnik a házukból, és csak a papírcetlik halmát találják meg tőle.
Greenék találkozója az örökbefogadási tanácsadóval azzal zárul, hogy Cindy bemutatja a levelet, amelyet Timothy hagyott nekik, mielőtt elment. A levélben elmagyarázza nekik, hogy mit tett minden egyes lehullott levéllel, és egy montázsszekvencia mutatja be az egyes embereket, akiknek az életét Timothy megérintette.
Meghatározatlan idő elteltével az örökbefogadási tanácsadó látható, amint egy autóval megáll Greenék háza előtt egy kislánnyal, aki Greenék lánya lesz, Lily.

## Szereplők
| Szerep                          | Színész          | Magyar hang    |
| ------------------------------- | ---------------- | -------------- |
| Timothy Green                   | CJ Adams         | Boldog Gábor   |
| Cindy Green, James felesége     | Jennifer Garner  | Németh Borbála |
| James Green, Cindy férje        | Joel Edgerton    | Király Attila  |
| Joni Jerome                     | Odeya Rush       | Gulás Fanni    |
| idősebb James "Big Jim" Green   | David Morse      | Papp János     |
| Brenda Best                     | Rosemarie DeWitt | Götz Anna      |
| Franklin Crudstaff, Jim főnöke  | Ron Livingston   | Miller Zoltán  |
| Bernice Crudstaff, Cindy főnöke | Dianne Wiest     | Szabó Éva      |
| Cal edző                        | Common           | Papp Dániel    |
| Bub bácsi                       | M. Emmet Walsh   | Fülöp Zsigmond |
| Mel néni                        | Lois Smith       | Kassai Ilona   |
| Joseph Crudstaff                | James Rebhorn    | Szokolay Ottó  |
| Evette Onat                     | Sohre Ágdáslu    | Andresz Kati   |

## Gyártás
2009 júniusában Peter Hedges aláírt a film rendezésére és megírására, amely Ahmet Zappa ötletéből származik, a Monsterfoot Productions produkciós cég által. Ez az egyik első olyan film, amelyet a Scott Sanders Productions készített, miután a Walt Disney Studios-szal 2007-ben megállapodást kötöttek.

## Számlista
A Walt Disney Records 2012. augusztus 14-én, egy nappal a film megjelenése előtt jelentette meg Geoff Zanelli számait a filmből.
| 1.    | You're Gonna Find It Hard to Believe              | 1:22 |
| 2.    | Life Goes On                                      | 3:18 |
| 3.    | That's Not Normal                                 | 4:23 |
| 4.    | Our Kid                                           | 1:19 |
| 5.    | ...Now What?                                      | 2:25 |
| 6.    | Is He for Us?                                     | 1:31 |
| 7.    | Cherry on Top                                     | 0:56 |
| 8.    | I Can Only Get Better! (A Glass Half Full Person) | 1:17 |
| 9.    | Love and Be Loved                                 | 2:43 |
| 10.   | There's Something You Need to See                 | 1:46 |
| 11.   | Funny, Like Uncle Bob                             | 2:06 |
| 12.   | Why Not Make a New Kind of Pencil?                | 2:20 |
| 13.   | Nice Socks                                        | 1:09 |
| 14.   | Picasso with a Pencil                             | 1:18 |
| 15.   | Run the Other Way                                 | 0:24 |
| 16.   | This World They Created                           | 1:09 |
| 17.   | Think "Tree"                                      | 1:45 |
| 18.   | The Championship Game                             | 1:47 |
| 19.   | I'm with "0"                                      | 1:42 |
| 20.   | The Winning Goal                                  | 1:24 |
| 21.   | I Let Her Go                                      | 1:22 |
| 22.   | We Better Get Inside                              | 2:25 |
| 23.   | Never Give Up                                     | 1:44 |
| 24.   | So Much Is Possible                               | 3:28 |
| 45:00 |                                                   |      |

## Fogadtatás

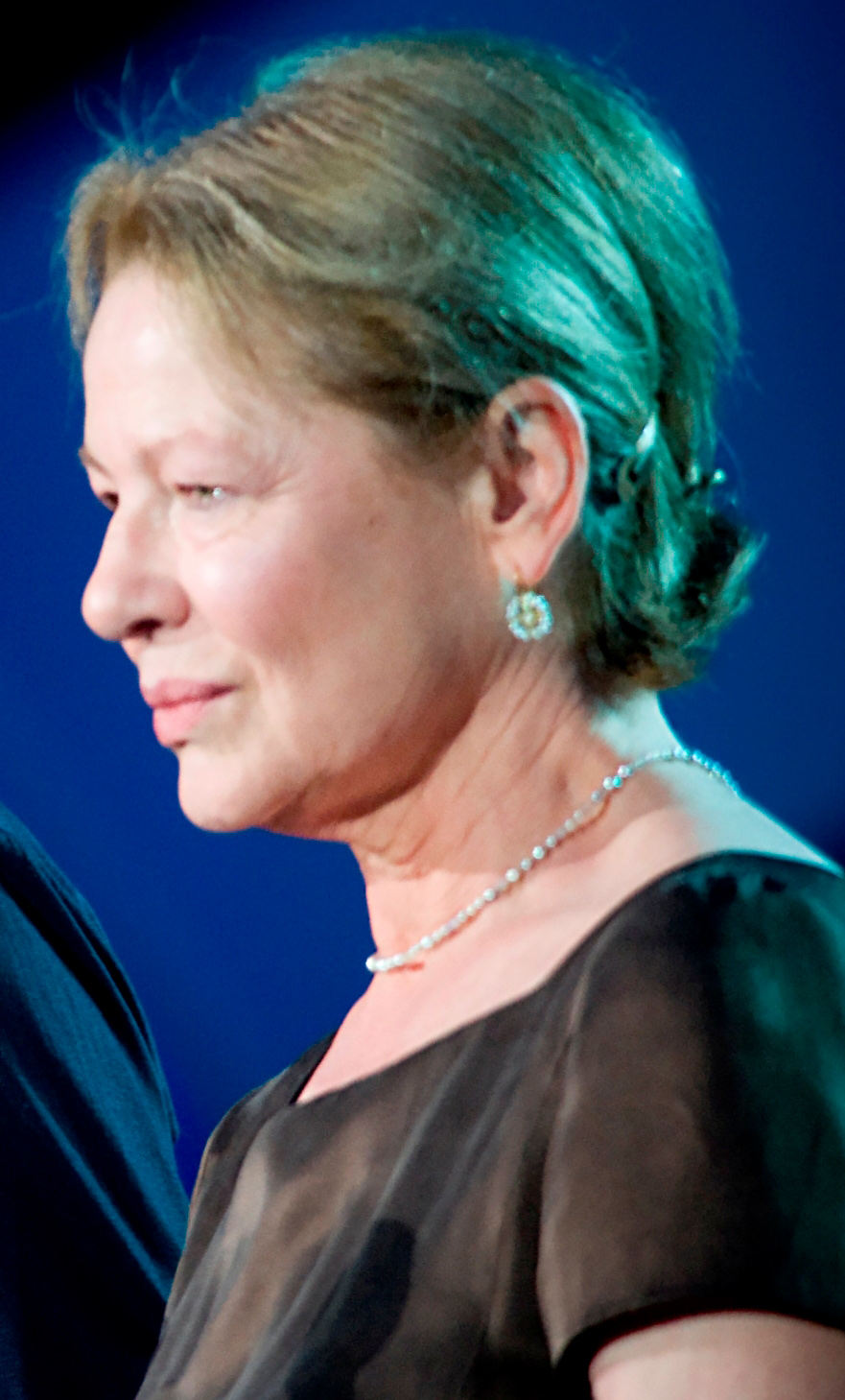
Dianne Wiest alakítása kritikai elismerét kapott

### Bevétel
A film augusztus 15-én debütált, és 2,3 millió dollárral nyitott. Három nap alatt 7,6 millió dollárt keresett, és belföldön 15 100 918 dollárral fejezte be az ötnapos hétvégét. Észak-Amerikában 51,9 millió dollár bevételt termelt.

### Médiakiadás
A Timothy Green különös életét 2012. december 4-én adta ki a Walt Disney Studios Home Entertainment Blu-Ray-en és DVD formátumban.

### Elismerések
| Év   | Díj                | Kategória                                                      | Eredmény   | Eredmény | Hivatkozás |
| ---- | ------------------ | -------------------------------------------------------------- | ---------- | -------- | ---------- |
| 2013 | Young Artist Award | Legjobb játékfilm – kiváló fiatal színész tíz év vagy az alatt | CJ Adams   | Elnyerte | [ 13 ]     |
| 2013 | Young Artist Award | Legjobb színésznő egy játékfilmben – támogató fiatal színésznő | Odeya Rush | Jelölve  | [ 13 ]     |

## Fordítás
- Ez a szócikk részben vagy egészben  a   The Odd Life of Timothy Green című angol Wikipédia-szócikk fordításán alapul.  Az eredeti cikk szerkesztőit annak laptörténete sorolja fel. Ez a jelzés csupán a megfogalmazás eredetét és a szerzői jogokat jelzi, nem szolgál a cikkben szereplő információk forrásmegjelöléseként.